# 香港仔海峽

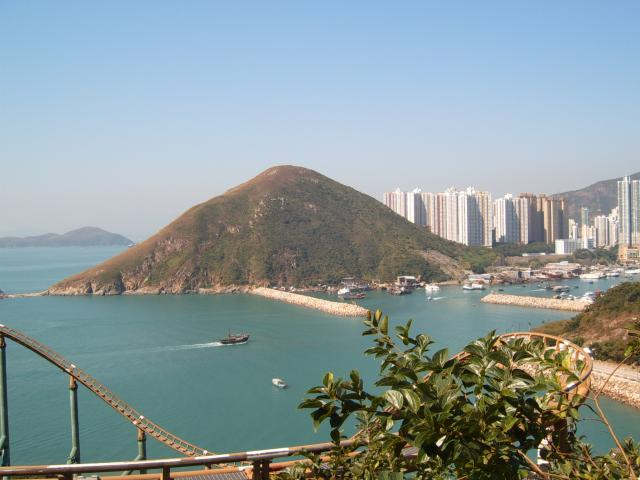
香港仔海峽之東端出口，由香港海洋公園南朗山，西望鴨脷洲玉桂山

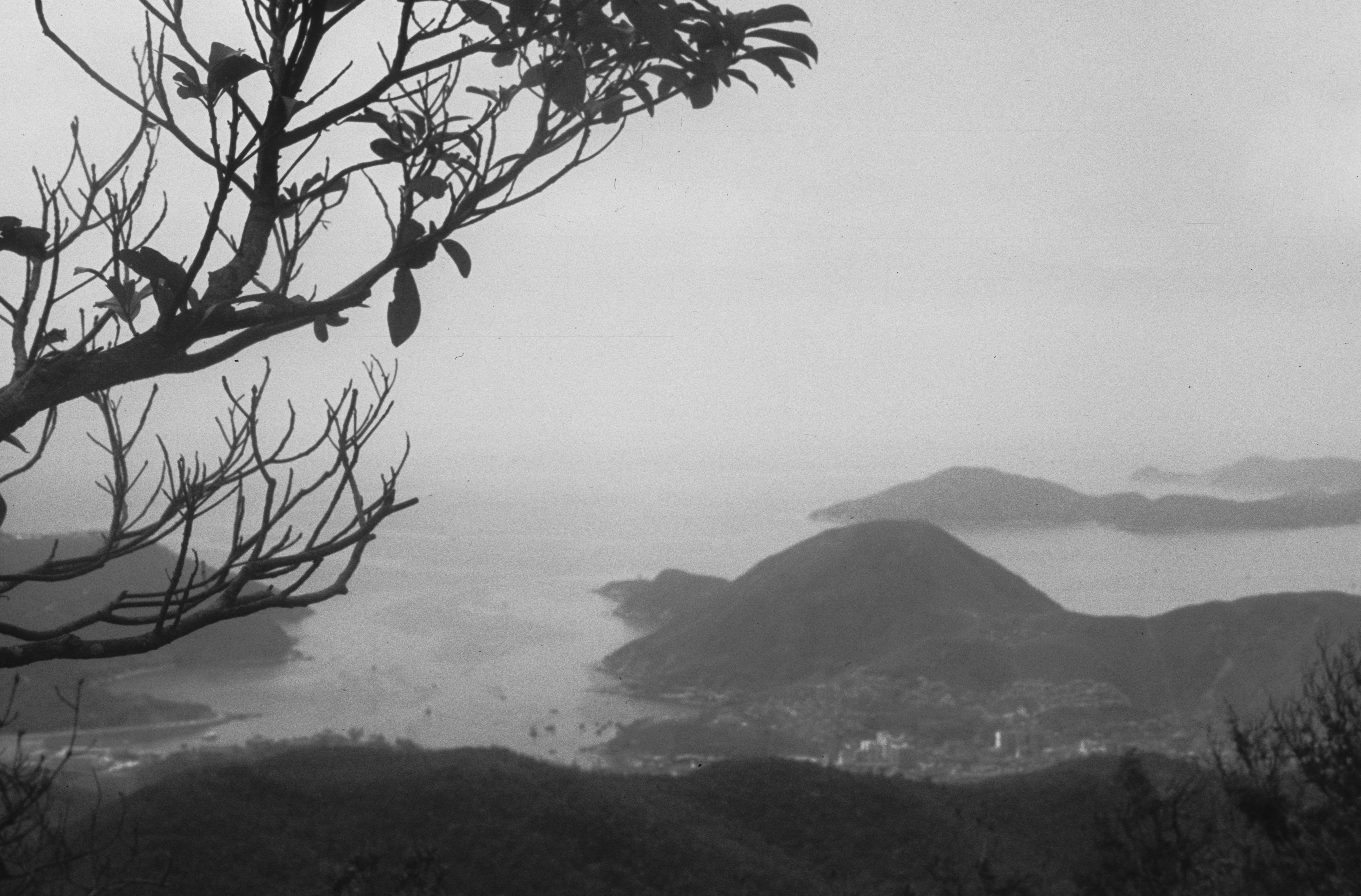
1965年香港仔海峽（圖左山嶺間）

香港仔海峽是香港的一個海峽，位於香港島南區的南朗山與鴨脷洲之間。海峽的範圍是香港仔避風塘南部的一部份，內有布廠灣和大樹灣兩個海灣。海峽兩岸由鴨脷洲大橋及香港仔海峽大橋連接。在開埠時此處的英文譯名是Thintshoy Bay。

## 兩岸設施
- 香港仔海濱公園
- 鴨脷洲海濱長廊
- 鴨脷洲公園
- 布廠灣工業區及船廠
- 香港海洋公園

## 外部連結
- 香港仔海峽地圖